# Psykoanaleptika
Psykoanaleptika är läkemedel som verkar stimulerande på centrala nervsystemet. Till psykoanaleptika räknas bland annat antidepressiva läkemedel, amfetamin, koffein och läkemedel mot demenssjukdomar.